# Sabine Haudepin
 (juillet 2023).
Si vous disposez d'ouvrages ou d'articles de référence ou si vous connaissez des sites web de qualité traitant du thème abordé ici, merci de compléter l'article en donnant les références utiles à sa vérifiabilité et en les liant à la section « Notes et références ».
Pour les articles homonymes, voir Haudepin.
Sabine Haudepin, née le 19 octobre 1955 à Montreuil, est une actrice et scénariste française.

## Biographie

### Carrière
Elle fait ses débuts, enfant, dans deux films de François Truffaut : Jules et Jim (1962) et La Peau douce (1964),.
Toujours enfant, elle est la partenaire de Marie Dubois dans Marie Curie, une certaine jeune fille de Pierre Badel, et la nièce de Jean-Pierre Cassel dans L'Ours et la Poupée de Michel Deville.
Elle suit ensuite des études classiques qui la conduisent jusqu'en khâgne au lycée Henri-IV (Paris). Elle s'investit alors au théâtre.
En 1977, elle est au générique de l'adaptation télévisée de l'œuvre de Bernard Clavel, La Maison des Autres, puis du film de Maurice Pialat, Passe ton bac d'abord (1979).
Elle incarne, en 1980, la jeune comédienne Nadine dans Le Dernier Métro de François Truffaut et, en 1986, la fille de l'avocat Strosser dans L'Homme qui n'était pas là de René Féret.
En 1987, elle reçoit le Molière de la comédienne dans un second rôle pour Kean d'Alexandre Dumas.
En 1989, Édouard Molinaro l'engage pour le rôle-titre de Manon Roland.
Elle co-écrit le scénario du film Marie-Francine réalisé par Valérie Lemercier en 2017.
Bien que désormais essentiellement présente à la télévision, elle poursuit en parallèle une carrière dramatique.

### Vie privée
Elle est la sœur cadette du comédien et réalisateur Didier Haudepin. Sa fille, Pauline Haudepin, est aussi comédienne.

## Filmographie
Sauf indication contraire, les informations mentionnées dans cette section peuvent être confirmées par les bases de données cinématographiques  présentes dans la section « Liens externes ».

### Cinéma
- 1962 : Jules et Jim de François Truffaut : Sabine
- 1963 : Sur le même palier de Jean Venard (court-métrage)
- 1964 : La Peau douce de François Truffaut : Sabine Lachenay
- 1966 : Roger La Honte  (Trappola per l'assassino) de Riccardo Freda : Suzanne Laroque enfant
- 1970 : L'Ours et la Poupée de Michel Deville : Julie
- 1971 : Le Cinéma de papa de Claude Berri : la petite bonne au bal
- 1974 : Sweet Movie de Dušan Makavejev
- 1976 : Le Jeu du solitaire de Jean-François Adam : une infirmière
- 1977 : Dernière Sortie avant Roissy de Bernard Paul : Corinne
- 1979 : Passe ton bac d'abord de Maurice Pialat : Élisabeth
- 1980 : Le Dernier Métro de François Truffaut : Nadine Marsac
- 1981 : Hôtel des Amériques d'André Téchiné : Élise Tisserand
- 1983 : La Bête noire de Patrick Chaput : Karen
- 1984 : Notre histoire de Bertrand Blier : Carmen
- 1986 : Max mon amour de Nagisa Oshima : Françoise, la prostituée
- 1986 : Corps et biens de Benoît Jacquot : Paule Krantz
- 1987 : La Comédie du travail de Luc Moullet : Françoise Duru
- 1987 : L'Homme qui n'était pas là de René Féret : Isabelle Strosser
- 1989 : Les Maris, les Femmes, les Amants de Pascal Thomas : Poupée Barbie
- 1989 : Force majeure de Pierre Jolivet : Jeanne
- 1989 : Les Sièges de l'Alcazar de Luc Moullet : Angela
- 1990 : La Campagne de Cicéron de Jacques Davila : Françoise
- 1991 : La Pagaille de Pascal Thomas : Patricia
- 2000 : Meilleur Espoir féminin de Gérard Jugnot : Hélène, la mère de Laetitia
- 2002 : Histoire naturelle de Laurent Perreau (court-métrage)
- 2002 : Les Naufragés de la D17 de Luc Moullet : Géraldine, l’astrophysicienne
- 2004 : Vipère au poing de Philippe de Broca : tante Thérèse
- 2005 : Peindre ou faire l'amour d'Arnaud Larrieu et Jean-Marie Larrieu : Suzanne
- 2006 : De particulier à particulier de Brice Cauvin : Madame Fargeon
- 2007 : Automne hiver de Gilles Tillet (court-métrage)
- 2014 : La Cravate et le mur d'Aki Yamamoto (court-métrage) : Myriam
- 2016 : La Papesse Jeanne de Jean Breschand : la mère supérieure
- 2017 : Va, Toto ! de Pierre Creton : elle-même
- 2019 : François Truffaut et les films de sa vie de Gérard Courant : elle-même
- 2023 : Les Rois de la piste de Thierry Klifa : Paola

### Télévision
- 1964 : Le Théâtre de la jeunesse, épisode Le Matelot de nulle part de Marcel Cravenne (série) : la petite Elisabeth
- 1964 : Marie Curie - Une certaine jeune fille de Pierre Badel (téléfilm)
- 1966 : Sacrés fantômes de Stellio Lorenzi (téléfilm)
- 1967 : Les Sept de l’escalier quinze B de Georges Régnier (téléfilm)
- 1967 : Huckleberry Finn de Marcel Cravenne (série)
- 1967 : La guerre de Troie n'aura pas lieu de Marcel Cravenne (téléfilm) : la petite Polyxène
- 1968 : L'Orgue fantastique de Jacques Trébouta et Robert Valey (téléfilm) : Christel
- 1976 : Adios de André Michel (mini série) : Solange Nérac
- 1977 : Ne le dites pas avec des roses de Gilles Grangier (série) : Sophie
- 1977 : La Maison des Autres de Jean-Pierre Marchand (série) : Colette
- 1977 : On ne badine pas avec l'amour de Caroline Huppert (téléfilm) : Rosette
- 1978 : Les Dossiers de l'écran : Louis XI ou la naissance d'un roi d'Alexandre Astruc (téléfilm) : Marguerite d'Ecosse
- 1978 : Brigade des mineurs : épisode Une absence prolongée de Peter Kassovitz (série) : Muriel Brunet
- 1980 : Les Maîtres sonneurs de Lazare Iglésis (téléfilm) : Brûlette
- 1980 : Le Nœud de vipères de Jacques Trébouta (téléfilm) : Janine
- 1981 : Le Loup-garou de Philippe Ducrest (téléfilm) : Consuelo
- 1982 : L'Apprentissage de la ville de Caroline Huppert (téléfilm) : Prisca
- 1982 : Maria Vaureil de Philippe Pilard (téléfilm) : Maria Vaureil
- 1982 : Péchés originaux : On ne se quittera jamais de Patrick Bureau (téléfilm) : Julia
- 1984 : Deux filles sur un banc d'Alain Ferrari (téléfilm) : Marie
- 1985 : Série noire, épisode Pas de vieux os de Gérard Mordillat (série) : Chris
- 1986 : La Barbe-bleue d'Alain Ferrari (téléfilm) : Blanche
- 1988 : Palace de Jean-Michel Ribes et Christian Fechner (série) : la femme romantique
- 1989 : Manon Roland d'Édouard Molinaro (téléfilm) : Manon Roland
- 1990 : V comme vengeance, épisode Une table pour six de Gérard Vergez (série) : Nora
- 1992 : Un fil à la patte de Marion Sarraut (téléfilm) : Lucette Gautier
- 1992 : Séparément vôtre de Michel Boisrond (téléfilm) : Marie
- 1993 : Meurtre en ut majeur de Michel Boisrond (téléfilm) : Marie Caldor
- 1993 : Les Mercredis de la vie (série), épisode Grossesse nerveuse de Denis Rabaglia (téléfilm) : Geneviève
- 1993 : Le Paradis absolument de Patrick Volson (téléfilm) : Françoise
- 1995 : Des mots qui déchirent de Marco Pauly (téléfilm) : Françoise Rousseau
- 1995 : Belle Époque de Gavin Millar (mini série) : Henriette
- 1998 : Madame le Consul, épisode Les Enfants de Scarlett de Patrice Martineau (série) : Gracieuse de la Salle
- 1999 : Décollage immédiat d'Aline Issermann (mini série) : Désirée Nordmann
- 1999 : Victoire ou la Douleur des femmes de Nadine Trintignant (mini série) : Anne
- 2001 : Chercheur d'héritiers, épisode La Maison du pendu de Patrice Martineau (série) : Audrey Perrin
- 2002 : Le Hasard fait bien les choses de Lorenzo Gabriele (téléfilm) : Alice
- 2003 : Femmes de loi, épisode Les beaux quartiers de Benoît d'Aubert : Madame Héléne Delamarre
- 2003 : Louis Page, épisode Un enfant en danger de Chantal Picault (série) : Françoise Traverro
- 2005 : La Crim' de Christiane Spiero, épisode Camarade P 38 de Denis Amar (série) : Laure Parin
- 2006 : L'ex de ma fille de Christiane Spiero (téléfilm) : Florence
- 2007 : Les Bleus : Premiers pas dans la police de Stéphane Giusti, Alain Robillard, Alain Tasma (série) : Brigitte Laporte
- 2011 : Les Belles-sœurs de Gabriel Aghion (téléfilm) : Mathilde
- 2013 : Super Lola de Régis Musset (téléfilm) : Madame Leroc
- 2015 : La Vie devant elles de Gabriel Aghion (série) : Micheline
- 2017 : La Vie devant elles (saison 2) de Gabriel Aghion (série) : Micheline
- 2020 : Police de caractères de Gabriel Aghion (téléfilm) : Catherine Debranchu
- 2024 : La Maman du bourreau de Gabriel Aghion : Sandrine Dumas

## Théâtre
Sauf indication contraire ou complémentaire, les informations mentionnées dans cette section peuvent être confirmées par la base de données Les Archives du spectacle.
- 1967 : Les Visions de Simone Machard de Bertolt Brecht, mise en scène Gabriel Garran, Théâtre de la Commune
- 1968 : Les Visions de Simone Machard de Bertolt Brecht, mise en scène Gabriel Garran, Théâtre-Maison de la culture de Caen
- 1976 : Les Enfants gâtées d'après Félicité de Genlis, adaptation et mise en scène Caroline Huppert, Théâtre Essaïon
- 1976 : Le Jardin de craie d'Enid Bagnold, mise en scène Raymond Gérôme, Théâtre Hébertot
- 1977 : On ne badine pas avec l'amour d’Alfred de Musset, mise en scène Caroline Huppert, Théâtre des Bouffes du Nord
- 1978 : Les Rustres de Carlo Goldoni, mise en scène Claude Santelli, Théâtre de la Michodière
- 1979 : Les Trois sœurs d'Anton Tchekhov, mise en scène Lucian Pintilie, Théâtre de la Ville
- 1980 : Le Loup-Garou de Roger Vitrac, mise en scène Romain Weingarten, Théâtre Saint-Georges
- 1982 : Emballage perdu de Véra Feyder, mise en scène Nelly Borgeaud, Théâtre des Mathurins
- 1983 : Les Exilés de James Joyce, mise en scène Andréas Voutsinás, Théâtre Renaud-Barrault
- 1984 : Léocadia de Jean Anouilh, mise en scène Pierre Boutron, Comédie des Champs-Élysées
- 1985 : Agnès de Dieu de John Pielmeier (en), mise en scène Andréas Voutsinás, Studio des Champs-Elysées
- 1987 : Kean d'Alexandre Dumas, adaptation Jean-Paul Sartre, mise en scène Robert Hossein, Théâtre Marigny
- 1988 : Joe Egg de Peter Nichols, mise en scène Michel Fagadau, Théâtre de la Gaîté-Montparnasse
- 1989 : Un fil à la patte de Georges Feydeau, mise en scène Pierre Mondy, Théâtre du Palais-Royal
- 1989 : Le mariage de Figaro de Baumarchais, mise en scène Marcel Marechal, Théâtre de la Criée
- 1990 : La Fonction de Jean-Marie Besset, mise en scène Patrice Kerbrat, Studio des Champs-Élysées
- 1992 : Seaside de Marie Redonnet, mise en scène Gilles Gleizes, Festival d'Avignon
- 1992 : Andromaque de Jean Racine, mise en scène Marc Zammit, Théâtre de Chaillot
- 1993 : Ce qui arrive et ce qu'on attend de Jean-Marie Besset, mise en scène Patrice Kerbrat, Théâtre de la Gaîté-Montparnasse
- 1994 : Ce qui arrive et ce qu'on attend de Jean-Marie Besset, mise en scène Patrice Kerbrat, Théâtre des Mathurins
- 1996 : La Puce à l'oreille de Georges Feydeau, mise en scène Bernard Murat, Théâtre des Variétés
- 1999 : La Paix du ménage de Guy de Maupassant, mise en scène Nelly Borgeaud, Sophie Robin, Théâtre de l'Athénée
- 2000 : Le Malin Plaisir de David Hare, mise en scène Jacques Lassalle, Théâtre de l'Atelier
- 2004-2006: Le Canard à l'orange de William Douglas-Home, mise en scène Gérard Caillaud, théâtre de la Michodière et tournée
- 2005 : Célébration d'Harold Pinter, mise en scène Roger Planchon, Théâtre du Rond-Point
- 2007-2008 : Les Belles-sœurs d'Éric Assous, mise en scène Jean-Luc Moreau, Théâtre Saint-Georges, tournée en 2008
- 2011 : The Pride d'Alexi Kaye Campbell, mise en scène Tanya Lopert
- 2011 : Un mari idéal d'Oscar Wilde, mise en scène Isabelle Rattier, Théâtre Tête d'Or et tournée
- 2022 : Duc et Pioche de Jean-Marie Besset, mise en scène Nicolas Vial, Théâtre de Poche-Montparnasse

## Doublage

### Cinéma

#### Films
- 1952 : Le Cheik blanc : Wanda (Brunella Bovo) (redoublage)
- 1978 : Le Grand Embouteillage : Germana Gargiulo (Giovanella Grifeo)
- 1980 : Les Petites Chéries : Ferris (Tatum O'Neal)
- 1984 : Les Bostoniennes : Verena Tarrant (Madeleine Potter)
- 1985 : Agnès de Dieu : sœur Agnès (Meg Tilly)
- 1985 : Harem : Diane (Nastassja Kinski)
- 1987 : Le Dernier Empereur : Wan Rong (Joan Chen)
- 1988 : La Vie en plus : Kristen « Kristy » Briggs (Elizabeth McGovern)
- 1989 : Le Retour des Mousquetaires : Justine de Winter (Kim Cattrall)
- 1990 : Green Card : Brontë (Andie MacDowell)
- 1990 : Les Mille et Une Nuits : Shéhérazade (Catherine Zeta-Jones)

### Télévision

#### Téléfilm
- 1981 : La Chartreuse de Parme : Marietta (Ottavia Piccolo)

## Distinctions
- Molière
  - 1988 : Molière de la comédienne dans un second rôle pour Kean
  - 1995 : Nomination au Molière de la comédienne dans un second rôle pour Quadrille
  - 2008 : Nomination au Molière de la comédienne dans un second rôle pour Les Belles-Sœurs
- César
  - 1982 : Nomination au César de la meilleure actrice dans un second rôle pour Hôtel des Amériques
  - 1990 : Nomination au César de la meilleure actrice dans un second rôle pour Force majeure